# Fernando Matola
Fernando Paulo Matola (Maputo, 9 de agosto de 1982 — Modjadjiskloof, 2 de setembro de 2007), mais conhecido como Nando ou Nando Matola, foi um futebolista moçambicano que atuava como zagueiro.

## Biografia e carreira
Nando iniciou sua carreira profissional no Costa do Sol, em 1998, aos 16 anos de idade. Em 4 temporadas pelos Canarinhos, o zagueiro atuou em 61 jogos e fez 5 gols. Ele ainda foi campeão nacional em 1999-00 e 2001, venceu a Taça de Moçambique 3 vezes e foi bicampeão da Supertaça em 2000 e 2001.
Em 2003, foi contratado pelo Black Leopards, clube da vizinha África do Sul. Lá, chegou inclusive a ser o capitão do time. Nando jogou 128 partidas pelo Black Leopards e balançou as redes 2 vezes.

## Seleção Moçambicana
Entre 2002 e 2007, Nando participou de 15 jogos com a camisa da Seleção Moçambicana, tendo feito um gol, num amistoso contra a Suazilândia em abril de 2004.

## Morte
Em 2 de setembro de 2007, quando estava indo à Tanzânia para um jogo das eliminatórias da Copa das Nações Africanas do ano seguinte contra a seleção local, o zagueiro perdeu o controle de seu carro, que saiu da pista e bateu em duas árvores, incendiando-se em seguida. Além de Nando, a esposa do jogador e seus dois filhos também morreram na hora. A identificação dos corpos foi feita pela Polícia da África do Sul, com a ajuda do também zagueiro Mano-Mano, que atuou com Nando no Costa do Sol e no Black Leopards.